# 利奇菲爾德鎮區 (密歇根州)
利奇菲爾德鎮區（英語：Litchfield Township）是位於美國密歇根州希爾斯代爾縣的一個行政鎮區。

## 地方資料
利奇菲爾德鎮區的面積為85.60平方千米，當中陸地面積為85.39平方千米，而水域面積為0.21平方千米。根據2020年美國人口普查的數據，當地共有人口1029人，而人口密度為每平方千米12.02人。